# Quebrada de Humahuaca
Quebrada de Humahuaca là một vùng thung lũng hẹp và dài khoảng 155 km (96 dặm), nằm ở tỉnh Jujuy ở phía tây bắc Argentina, cách 1.649 km (1025 dặm) phía bắc Buenos Aires (ở 23°11'59" vĩ nam 65°20'56" kinh tây). Khu vực giáp với vùng Altiplano ở phía tây và phía bắc, những ngọn đồi cận Andes ở phía đông, và các "thung lũng ấm" (Valles Templados) ở phía nam.
Quebrada (nghĩa đen là "bị gãy") dịch ra là thung lũng sâu hay khe núi. Nó được đặt tên theo Humahuaca, một thành phố nhỏ có 11.000 cư dân. Sông Grande (Río Grande) là sông chính trong khu vực, khô vào mùa đông, mở rộng dòng chảy trong mùa hè.
Khu vực là một ngã tư thông tin liên lạc, kinh tế, xã hội và văn hóa. Đây là khu vực sinh sống có niên đại 10.000 năm, kể từ khi có những người săn bắn hái lượm đầu tiên trong thời tiền sử. Nơi đây từng là nơi qua lại của con đường bộ hành dưới thời đế chế Inca vào thế kỷ 15, sau đó đây là khu vực kết nối quan trọng giữa phó vương quốc Río de la Plata và phó vương quốc Peru, cũng như các giai đoạn cho nhiều trận đánh của cuộc chiến tranh giành độc lập dưới thời Tây Ban Nha.
Quebrada de Humahuaca đã được UNESCO công nhận di sản thế giới vào ngày 2 tháng 7 năm 2003.